# Расторгуев, Константин Иванович
Константи́н Ива́нович Расторгу́ев (14 августа 1874 — 27 мая 1955, Клязьма, Московская область) — епифанский купец, член Государственной думы III и IV созывов от Тульской губернии.

## Биография
Православный. Сын епифанского купца 1-й гильдии. Домовладелец города Епифани, землевладелец Епифанского уезда.
Окончив уездное училище, занялся торговлей и сельским хозяйством в своем имении. Был записан купцом 2-й гильдии. Избирался гласным Епифанского уездного и Тульского губернского земских собраний, членом уездной земской управы, а также гласным Епифанской городской думы. Состоял членом Епифанского уездного попечительства о тюрьмах.
В 1907 году был избран в члены III Государственной думы от 1-го съезда городских избирателей Тульской губернии. Входил во фракцию октябристов. Состоял членом комиссий: о торговле и промышленности, о путях сообщения, по городским делам и по рабочему вопросу.
В 1912 году переизбран в Государственную думу. Входил во фракцию октябристов, после её раскола — в группу беспартийных. Состоял членом комиссий: о путях сообщения, о торговле и промышленности.
После Февральской революции был командирован Временным комитетом Государственной думы в Тульскую губернию. В одном из выступлений заявил, что Россия должна завоевать проливы и Константинополь. После Октябрьской революции жил в Епифани. В марте 1918 года большевики наложили на город контрибуцию в 600 тысяч рублей, из которых 25 тысяч должен был уплатить Расторгуев. За неуплату был арестован, после освобождения уехал из города.
В 1920-х годах жил в Козлове, Туле и Орле, затем — в подмосковном поселке Клязьма. Там жил на улице Чайковского, в доме, ранее принадлежавшем художнику Амосову. Последние годы семья Расторгуевых жила за счёт  приусадебного участка, выращивая картофель, помидоры, клубнику и другие садовые растения. Часть урожая шла на продажу. 
Скончался 27 мая 1955 года.

## Семья
- Отец — Иван Константинович Расторгуев, владелец скотобойни с салотопенным заведением в Епифани, усадеб в деревнях Журишки и Ивановка Епифанского уезда и нескольких торговых заведений[1].
- Мать — Клавдия Петровна, урождённая Дехтерева, дочь тульского купца 1-й гильдии Петра Ивановича Дехтерева[1].
- Жена (с 26 сентября 1899) — Лидия Михайловна. Детей в семье не было[1].